# Still (Tony Banks)
Still è il quarto album da solista del tastierista dei Genesis Tony Banks, pubblicato nel 1991.
In questo album inizia la collaborazione tra Banks e il produttore dei Marillion Nick Davis.

## Tracce
Tutti i brani sono stati scritti da Tony Banks tranne dove indicato.
1. Red Day on Blue Street - (musica di Banks , testo di Kershaw) 5:53
2. Angel Face - 5:23
3. The Gift - 4:00
4. Still It Takes Me by Surprise - 6:32
5. Hero for an Hour - 5:01
6. I Wanna Change the Score - (musica di Banks , testo di Kershaw) 4:34
7. Water Out of Wine - 4:43
8. Another Murder of a Day - (musica di Banks , testo di Fish) 9:13
9. Back to Back - 4:38
10. The Final Curtain - 5:01

## Musicisti
- Tony Banks: tastiere, synth bass, programmazione batteria, voce nella traccia 5
- Nik Kershaw: voce nelle tracce 1,6 e 10
- Fish: voce nelle tracce 2 e 8
- Andy Taylor : voce nelle tracce 3 e 4
- Jayney Klimek: voce nelle tracce 7 e 9
- Daryl Stuermer: chitarre
- Vinnie Colaiuta, Graham Broad: batteria
- Luis Jardim: percussioni
- Pino Palladino, James Eller: basso
- Martin Robertson: sax